# 四国警察支局
四国警察支局（しこくけいさつしきょく、Shikoku Regional Bureau of Police）は、警察庁の地方機関である警察支局の一つである。中国四国管区警察局の所掌事務を分掌する。

## 概要
警察庁の地方機関として位置づけられている警察支局の一つである。警察支局は管区警察局の所掌事務を分掌するものとされており、四国警察支局の場合は中国四国管区警察局の所掌事務を分掌している。これは、中国四国管区警察局の管轄する地域が鳥取県、島根県、岡山県、広島県、山口県、徳島県、香川県、愛媛県、高知県と9県に及ぶ広大な領域であるため、そのうち徳島県、香川県、愛媛県、高知県の4県を四国警察支局に管轄させるためである。
管轄地域において広域犯罪・大規模災害・国の公安に関わる事案に対応するとともに、徳島県警察、香川県警察、愛媛県警察、高知県警察に対する指導・調整、教育訓練、監察、情報通信ネットワークの維持管理などを担っている。具体的には、広報・情報公開、福利厚生、警察教養、監察、表彰、会計、犯罪・事故、組織犯罪対策、高速道路上の交通警察、災害対策に対する業務を所管する。長は支局長であり、警視長が充てられる。
情報通信部はサイバー犯罪捜査の技術支援、通信関係業務を所管する。かつて四国警察支局警察学校が設置され、徳島県警察、香川県警察、愛媛県警察、高知県警察の警部補、巡査部長などに対する教育および訓練を所管した。

## 沿革
従来、警察庁の地方機関である管区警察局としては、鳥取県、島根県、岡山県、広島県、山口県の5県を管轄する中国管区警察局と、徳島県、香川県、愛媛県、高知県の4県を管轄する四国管区警察局が存在した。しかし、2019年（平成31年）4月1日に改正警察法が施行され、中国管区警察局と四国管区警察局は統合され、中国四国管区警察局が発足した。この中国四国管区警察局の出先機関として、同年4月1日、新たに四国警察支局が設置された。

## 組織
4県警は、警察支局の下部組織ではない
- 警務・監察課[9]
- 会計課[9]
- 会計監査官[9]
- 広域調整課[9]
- 高速道路管理官[9]
- 災害対策官[9]
- 情報通信部[9]
  - 通信庶務・施設課[9]
  - 機動通信課[9]
  - 情報技術解析課[9]
  - 徳島県情報通信部[9]
  - 香川県情報通信部[9]
  - 愛媛県情報通信部[9]
  - 高知県情報通信部[9]

四国警察支局警察学校は、令和元年度末を以って廃止

## 所在地
香川県高松市サンポート3番33号 高松サンポート合同庁舎9階

## 歴代支局長
| 四国警察支局長 | 四国警察支局長 | 四国警察支局長 | 四国警察支局長 | 四国警察支局長                            |
| 代             | 氏名           | 就任日         | 退任日         | 前職                                      |
| -------------- | -------------- | -------------- | -------------- | ----------------------------------------- |
| 1              | 須佐正美       | 2019年4月1日   | 2019年8月8日   | 四国管区警察局 総務監察・広域調整部長     |
| 2              | 金高弘典       | 2019年8月8日   | 2022年3月14日  | 警察庁交通局運転免許課国際対策室長        |
| 3              | 山本真吾       | 2022年3月14日  |                | 中国四国管区警察局 総務監察・広域調整部長 |